# 天衣寺
天衣寺（てんねいじ）は岐阜県岐阜市野一色にある白衣観世音菩薩を本尊とする臨済宗妙心寺派の寺院で、山号は祥雲山。美濃新四国17番札所。
永正年間に悟渓宗頓八哲の一人、瑞翁宗縉により開かれる。その後衰微するが宝暦元年（1751年）に中興される。天保8年に焼失。同12年に再建された。明治23年（1890年）に尼衆学林が設置されている。これは2020年現在における唯一の臨済宗及び黄檗宗における尼僧の修行道場である。平成6年（1994年）に本堂と庫裏が全焼したが、同10年（1998年）11月に再建を果たしている。